# ابراهیم بیضی
ابراهیم بیضی (انگلیسی: Ibrahim Bidhi؛ زادهٔ ۲۳ ژانویهٔ ۱۹۹۰) یک ورزشکار اهل عربستان سعودی است.
از باشگاه‌هایی که در آن بازی کرده‌است می‌توان به باشگاه فوتبال الشعله عربستان سعودی و باشگاه فوتبال الوحده عربستان سعودی اشاره کرد.